# الحرورة (صنعاء)

تعديل مصدري - تعديل

الحروره هي إحدى قرى الجمهورية اليمنية. وهي تتبع جغرافيًا لمحافظة صنعاء. وإداريًا لمديرية الحصن. يبلغ تعداد سكانها 2502 نسمة حسب الإحصاء الذي جرى عام 2004.